# Kalispell
Kalispell (ktunaxa: kqaya·qawa·kǂuʔnam, salish: qlispél) és una població dels Estats Units a l'estat de Montana. Segons el cens del 2000 tenia 14.223 habitants.

## Demografia
Segons el cens del 2000, Kalispell tenia 14.223 habitants, 6.142 habitatges, i 3.494 famílies. La densitat de població era de 1.005,8 habitants per km².
Dels 6.142 habitatges en un 28,9% hi vivien nens de menys de 18 anys, en un 42% hi vivien parelles casades, en un 11,2% dones solteres, i en un 43,1% no eren unitats familiars. En el 36,8% dels habitatges hi vivien persones soles el 15,5% de les quals corresponia a persones de 65 anys o més que vivien soles. El nombre mitjà de persones vivint en cada habitatge era de 2,209 i el nombre mitjà de persones que vivien en cada família era de 2,92.
Per edats la població es repartia de la següent manera: un 24% tenia menys de 18 anys, un 10% entre 18 i 24, un 26,8% entre 25 i 44, un 20,9% de 45 a 60 i un 18,3% 65 anys o més.
L'edat mediana era de 38 anys. Per cada 100 dones de 18 o més anys hi havia 82,1 homes.
La renda mediana per habitatge era de 28.567 $ i la renda mediana per família de 36.554 $. Els homes tenien una renda mediana de 29.431 $ mentre que les dones 20.122 $. La renda per capita de la població era de 16.224 $. Aproximadament el 10,1% de les famílies i el 15,9% de la població estaven per davall del llindar de pobresa.

## Poblacions més properes
El següent diagrama mostra les poblacions més properes.

## Personalitats notables
- Michelle Williams. Actriu.